# ري كانيكو
ري كانيكو (باليابانية: 金子理江؛ بالكانا: かねこ りえ) هي مغنية وممثلة يابانية، ولدت في 18 ديسمبر 1997 في طوكيو في اليابان.

## وصلات خارجية
- ري كانيكو على موقع IMDb (الإنجليزية)
- ري كانيكو على موقع ميوزك برينز (الإنجليزية)
- ري كانيكو على موقع ديسكوغز (الإنجليزية)
- ري كانيكو على موقع قاعدة بيانات الفيلم (الإنجليزية)